# Cerro El Papantón
Cerro El Papantón är ett berg i Mexiko.   Det ligger i kommunen Sombrerete och delstaten Zacatecas, i den centrala delen av landet, 700 km nordväst om huvudstaden Mexico City. Toppen på Cerro El Papantón är 2 619 meter över havet. Cerro El Papantón ingår i Sierra de Sombrerete.
Terrängen runt Cerro El Papantón är huvudsakligen kuperad, men åt nordost är den platt. Runt Cerro El Papantón är det glesbefolkat, med 16 invånare per kvadratkilometer. Närmaste större samhälle är Suchil, 16,1 km sydväst om Cerro El Papantón. Omgivningarna runt Cerro El Papantón är i huvudsak ett öppet busklandskap.